# Mix FM Recife
Mix FM Recife é uma emissora de rádio brasileira, concessionada em Paudalho e sediada no Recife, cidade e capital do estado de Pernambuco. Opera no dial FM, na frequência 97,1 MHz. Pertence ao Grupo Asa Branca, responsável pela CBN FM 105,7 do Recife, CBN FM 89,9 de Caruaru e TV Asa Branca, afiliada da TV Globo no interior de Pernambuco. Seus estúdios estão localizados em Boa Viagem, e seus transmissores estão no Loteamento Planalto das Pontes, em Paudalho. A Mix FM 97,1 do Recife estreou no dia 13 de abril de 2023 às 18h, na abertura do programa Mix Tudo. Em 2020, a 97,1 FM foi brevemente anunciada como afiliada da Rede Mix no Recife, mas a parceria foi interrompida devido a uma mudança na direção da estação. Anteriormente, a marca operou na frequência 103,1 FM de junho de 2009 a abril de 2017, alcançando sucesso em audiência e no mercado publicitário local. Durante esse período, a Rádio Mix FM liderou a audiência em seu formato de programação.

## História
Inicialmente, a estreia estava prevista para 12 de junho, coincidindo com a estreia da nova programação nacional da Rádio Globo e a desfiliação da Rádio Clube, que voltaria a ser uma emissora independente, porém questões técnicas levaram ao adiamento para 3 de julho. Às 0h00 da data prevista, a Top Music FM descontinuou seu sinal nos 97,1 MHz e passou a transmitir sua programação apenas via internet, tornando-se uma web rádio. A nova Rádio Globo Recife estreou então com a transmissão do Momento de Fé, e seu primeiro programa local, o Café das Seis, foi transmitido às 6h00, oficializando a estreia da nova emissora.
Em 10 de fevereiro de 2023, foi anunciado a reestreia da Mix FM na frequência, promovendo assim a 3.ª passagem da Rede no Recife, a previsão é que estreia oficial ocorra ainda em fevereiro. Em 1 de março, a emissora deu início à programação de expectativa, e tendo a estreia oficial remarcada para o mês de março.